# Zelandotipula schineri
Zelandotipula schineri är en tvåvingeart som först beskrevs av Alexander 1934.  Zelandotipula schineri ingår i släktet Zelandotipula och familjen storharkrankar. Inga underarter finns listade i Catalogue of Life.